# Kimboo
Kimboo est une série télévisée d'animation franco-ivoirienne en 48 épisodes de 5 minutes, créée par Gilles Gay et Alain Jaspard et diffusée à partir du 23 octobre 1989 sur FR3.
Au Québec, elle a été diffusée à partir du 7 mars 1992 sur Canal Famille (dans une case de 15 minutes).

## Synopsis
Cette série met en scène les aventures d'un petit Ivoirien, Kimboo, qui rêve de parcourir le monde mais qui, sur les conseils de son grand-père, le sage du village, s'investit dans la vie de sa communauté.

## Distribution
- Pilou Coton : Kimboo
- Maïk Darah : Kita
- Mohamed Rouabhi : Ako

## Épisodes
1. Kimboo blues
2. Du feu dans la brousse
3. Kimboo photographe
4. Les échasses
5. La grande course
6. La légende de l'hippopotame
7. Kimboo détective
8. Kidnapping
9. L'anniversaire de Kita
10. L'oncle Théodore
11. La case de l'oncle Ted
12. On a volé le taxi-brousse
13. Kita fait du cinéma
14. Les braconniers de la maraque
15. Kimboo reporter
16. Le concours de musique
17. Le départ
18. Nuit d'angoisse
19. Les bûcherons
20. Croco-killer Joe
21. La vengeance du crocodile blanc
22. Pas de panique
23. Le trésor du pirate
24. Le gros cousin
25. Les affaires sont les affaires
26. Œil pour œil
27. La cabane bambou
28. Mystères sur l'hippocampe
29. Escale à Abomey
30. Dans la fourmilière
31. Le roi des fourmis
32. Les mamas Benz
33. Course contre la mort
34. Ako mène l'enquête
35. Le bois d'ébène
36. Les vaches
37. Le forgeron de Tombouctou
38. Naufragés du désert
39. Touareg's tour
40. Jambe de bois
41. Ako se marie
42. Paris beur
43. Up hold
44. Pirates de l'air
45. Le révérend Thomas
46. Retrouver Kita
47. Tous les enfants du monde
48. Le concert du siècle